# Alsdorf
Alsdorf je grad u Sjevernoj Rajni-Vestfaliji u Njemačkoj. Jedno je od 10 općinskih središta okruga Region Aachena.

## Geografija
Alsdorf se nalazi na zapadu Njemačke, blizu tromeđa granica s Belgijom i Nizozemskom. Općine koje graniče s Alsdorfom su Baesweiler, Aldenhoven, Eschweiler, Würselen, Herzogenrath i Übach-Palenberg. Alsdorf pripada okrugu Aachen.

## Povijest
Dio današnjeg grada nekad je pripadao Vojvodstvu Limburg (kasnije ujedinjenom s Vojvodstvom Brabant).
Osim toga, Alsdorf se sastoji od drevnih naselja čija povijest seže do srednjeg vijeka, kao i naselja koja su nastala zahvaljujući dugoj tradiciji rudarenja ugljena u Alsdorfu. Stara naselja uključuju: Alsdorf, Bettendorf, Hoengen, Ofden, Schaufenberg, Warden i Zopp.
Ime Alsdorf prvi je put spomenuto u dokumentu Katoličke Crkve 1191. godine, no moguće je da je mnogo stariji od 800 godina. Tijekom svoje povijesti, Alsdorf je nekoliko puta mijenjao pripadnost. Uz vojvodstva Brabant i Limburg, pripadao je i Vojvodstvu Burgundije (1430.) te je 1482. prešao pod Habsburgovce. Godine 1555. postao je dio Španjolske Nizozemske, zatim je 1714. vraćen austrijskim Habsburgovcima do francuske invazije 1794. godine. Na temelju odluke Bečkog kongresa 1815., Alsdorf je dodijeljen Pruskoj.
Nakon Drugog svjetskog rata i rekonstrukcije Njemačke, Pruska je ukinuta, a njezine zapadne pokrajine danas su dio savezne pokrajine Sjeverna Rajna-Vestfalija, gdje se nalazi i Alsdorf.
Sve do sredine 19. stoljeća, glavna industrija bila je poljoprivreda. Samo su Alsdorf (oko 1200 stanovnika) i Hoengen (oko 1400 stanovnika) imali više od 1000 stanovnika. Ukupna populacija šireg područja današnjeg Alsdorfa iznosila je 4000 ljudi.
Danas je stanovništvo preko deset puta veće zahvaljujući rudarstvu koje je došlo u Alsdorf sredinom 19. stoljeća. Rudarska industrija zahtijevala je mnoge radnike. Isprva su lokalni radnici mogli zadovoljiti potražnju, ali uz rast rudnika rudnik rasla je i potreba za radnom snagom. Godine 1932. populacija je narasla s 11 500 na 19 711.
Velika tragedija 21. listopada 1930. pokazala je opasnost rudarskog rada. U rudniku Anna II, 270 muškaraca i jedna žena su poginuli, što je druga najveća rudarska nesreća u povijesti Njemačke.
Rudnik Maria zatvoren je u rujnu 1962., a posljednji rudnik u Alsdorfu zatvoren je 1992. godine. Od tada, Alsdorf se promijenio iz rudarskog grada u modernu poslovnu lokaciju. Osnovano je nekoliko poslovnih parkova u kojima su se smjestile brojne tvrtke.

## Poznate osobe
- Torsten Frings (rođen 1976.), nogometaš i nogometni trener
- Kai Havertz (rođen 1999.), nogometaš

## Gradovi prijatelji
- Hennigsdorf (Njemačka)
- Saint-Brieuc (Francuska)
- Brunssum (Nizozemska)